# Jane Smeal

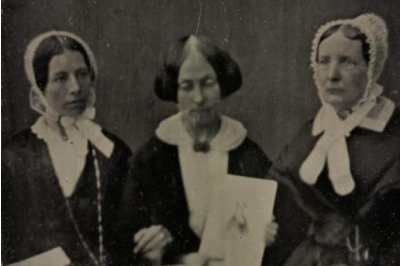
Eliza Wigham, Mary Estlin und Jane Wigham (geb. Smeal), (um 1845)

Jane Smeal (verheiratete Wigham; geboren 1801 in Glasgow, gestorben im November 1888 in Edinburgh) war eine führende schottische Abolitionistin und Frauenrechtlerin. Sie war die Stiefmutter von Eliza Wigham und die zweite Ehefrau von John Wigham.

## Leben und Wirken
Jane Smeal wurde 1801 in Glasgow geboren, sie war die Schwester von William Smeal. Sie wurde als Quäkerin in der
Ackworth School in Yorkshire erzogen. Ihre Familie war in Edinburg zu Hause, zog später nach Aberdeen um. Als Quäker war Smeals Familie in Schottland ungewöhnlich. Der Zensus von 1851 zeigt, dass es zu dieser Zeit weniger als 400 aktive schottische Quäker gab.
Smeal wurde die Führerin und Sekretärin der radikalen „Glasgow Ladies Emancipation Society“. Ihr Bruder William gründete 1822 die „Glasgow Anti-Slavery Society“, eine Vorläuferin der „Glasgow Emancipation Society“, und er war später aktiv in letzterer.  Smeal hatte eine Reihe von Anti-Sklaverei-Aktivitäten, lange bevor die Free Church in dieses Problem hineingezogen wurde.
1838 publizierte sie zusammen mit Elizabeth Pease aus Darlington eine wichtige Kampfschrift mit dem Titel Address to the Women of Great Britain. Dieses Dokument rief die britischen Frauen auf, in der Öffentlichkeit zu sprechen und Anti-Sklaverei-Organisationen für Frauen zu gründen. Eine Schrift, die Smeal für Queen Victoria vorbereitete, wurde als der „final blow“ (Todesstoß) eingeschätzt, der die Sklaverei in der Karibik beendete.
1840 wurde Smeal die zweite Frau des Quäkers John Wigham, der in Glasgow ein Teehändler und aktiver Abolitionist war. Wigham hatte 1830 zwei seiner Kinder und seine Frau verloren. Aber die Familie wurde durch die Heirat mit Smeal wieder mit Leben erfüllt. Aus Jane Smeal wurde Jane Wigham, die mit ihrer Stieftochter Eliza Wigham eine enge Freundschaft und Zusammenarbeit pflegte. Die Hochzeit von Smeal und Wigham fand im gleichen Jahr wie die „World's Anti-Slavery Convention“ in London statt, wo Eliza eine der Delegierten war.
Nachdem die „Ladies' Emancipation Society“ ihre Aktivität eingestellt hatte, begründeten Jane und Eliza mit einigen ihrer Freundinnen den Edinburger Zweig der National Society for Women's Suffrage. Priscilla Bright McLaren wurde Präsidentin, Elizabeth Pease wurde die Schatzmeisterin und McLarens Tochter Agnes McLaren wurde neben Jane eine der zwei Sekretärinnen. Trotz der fehlenden Unterstützung durch ihren Ehemann John etablierten sie die Edinburger „Society“ als eine der führenden britischen Gruppen, die die umstrittenen Ansichten der amerikanischen Abolitionisten und Sozialreformers William Lloyd Garrison unterstützten.
John Wigham starb 1864 und Eliza blieb weiterhin im Familienwohnsitz an der South Gray Street in Edinburg, um für ihre Stiefmutter Jane sorgen. Diese starb im November 1888 nach einer langen Krankheit.

## Erbe
Jane Smeal war eine der vier Frauen, die als eng verbunden mit Edinburg angesehen wurden und 2015 der Gegenstand einer Kampagne von Historikern waren. Die Historikergruppe versuchte, den „vergessenen Heldinnen“ der Stadt, nämlich Elizabeth Pease Nichol, Priscilla Bright McLaren, Eliza Wigham und Jane Smeal die nötige Anerkennung zukommen zu lassen.